# Pierre Bonnard
Pierre Bonnard (Fontenay-aux-Roses, 3 d'octubre de 1867 - Le Cannet, 23 de gener de 1947) va ser un paisatgista, pintor, il·lustrador i litògraf francès que va dedicar el seu talent a la publicitat i a la producció artística. Va participar del moviment dels nabís, junt amb Paul Sérusier, Maurice Denis, Paul Ranson, Édouard Vuillard, Xavier Roussel o Félix Vallotton, influïts per Paul Gauguin i el japonisme. Dintre del grup era conegut com el nabí molt japonesat (le nabi très japonard). La seva producció tardana es considera precursora de la pintura abstracta, almenys en alguna de les seves variants.

## Biografia
El seu pare presidia el Ministeri d'Assumptes Bel·licistes. Malgrat que li encantaven la filosofia i la literatura, va estudiar dret en la Universitat de París després d'educar-se en col·legis de prestigi sufragat pel seu pare. El 1887 va decidir dedicar-se a la pintura i va seguir cursos a l'Académie Julian i l'Escola de Belles Arts de París, moment en què coincideix amb els artistes del moviment nabí.
El 1899 es consagra com artista publicitari (amb un anunci de xampany) i coneix a una noia d'origen humil anomenada Maria Boursin, que canvia el seu nom a Marthe de Méligny per semblar més aristocràtica, que es converteix en la seva esposa i musa i amb qui va tenir dos fills: Charles, químic i Andrée, música.
La seva trajectòria pictòrica es va anar decantant cap al naturalisme i el simbolisme mogut pel seu interès per la màgia i les ciències ocultes.
El 1900, el marxant Ambroise Vollard publica el seu primer "llibre d'artista", el poemari Parallèlement, de Verlaine, amb il·lustracions de Bonnard. La seva major originalitat radica en els abundants nus femenins, amb al·lusions lèsbiques, per als quals el pintor va prendre fotografies del seu entorn íntim. L'edició va ser un fracàs comercial, però Vollard va seguir donant suport a l'artista.
La seva especialitat en interiors reposats, amb figures femenines en actes quotidians com el lavabo i la lectura, explica que la seva pintura fos anomenada "intimista".
Encara que les teixidures esfumades poden recordar a l'impressionisme, Bonnard no plasma la realitat immediata i fugaç, sinó que elabora escenes subjectives, amb enquadraments i colorit no-res casuals. Al contrari de l'habitual fins llavors, tria tons càlids per als fons i freds per als elements en primer terme, alterant en certa manera la percepció de les distàncies.
El 1910 Bonnard va deixar París traslladant-se al sud de França i després al nord d'Àfrica. La seva longevitat li va permetre conèixer l'etapa del cubisme i del surrealisme, encara que no es va aproximar a cap d'ambdues estètiques.
Com gairebé tots els mestres francesos de l'època, mancava de presència en els museus espanyols fins a l'obertura del Museu Thyssen-Bornemisza de Madrid, que posseïx el "Retrat de Misia Godebska" (1908), futura esposa de Josep Maria Sert i Badia.